# Direction du renseignement et de la sécurité de la Défense
Cet article possède un paronyme, voir Département protection sécurité.
Ne doit pas être confondu avec Direction du Renseignement militaire.
La direction du renseignement et de la sécurité de la Défense (DRSD) est un service de renseignement français.
Placée sous l'autorité du ministre des Armées, la DRSD a pour mission de protéger le pays contre les menaces envers les Forces armées et l'industrie de défense.
Les menaces pesant sur la défense sont analysées sous l’angle du TESSCo : terrorisme, espionnage, sabotage, subversion et crime organisé. La dimension cyber de ces menaces est également prise en compte.
La DRSD fait partie des six services spécialisés de renseignement, dits du « premier cercle » de la communauté nationale du renseignement. Elle est dirigée par le Général de corps d’armée Aymeric Bonnemaison, depuis le 1er août 2025. Sa devise est « Renseigner pour protéger ».
Les pouvoirs de la DRSD sont encadrés légalement par les articles D.3126-5 à D.3126-9 du code de la Défense.

## Historique
En 1871, les chefs militaires et politiques français tirent les leçons de la défaite face à la Prusse : force est de constater que les services allemands étaient très bien renseignés sur l’état des forces françaises et leurs mouvements. Le 18 juin 1871 est créé le Deuxième bureau dont la mission est de centraliser l’ensemble des informations militaires de nature tactique, opérationnelle ou stratégique. En son sein, est créée une section de contre-espionnage dont la mission est de détecter et d’entraver l’action des services de renseignement adverses à l’encontre des armées.
Le scandale de l'affaire Dreyfus, à partir de 1894, révèle de sérieux dysfonctionnements au sein du dispositif militaire et bouleverse le monde du renseignement. Le gouvernement écarte les militaires du contre-espionnage sur le territoire national et en transfère les compétences au ministère de l’Intérieur, qui dispose du pouvoir judiciaire pour poursuivre pénalement un potentiel espion. Le deuxième bureau continue sa mission de contre-espionnage à l’extérieur et travaille, sur le territoire national, en étroite collaboration avec les agents du ministère de l’Intérieur.
Entre la fin du XIXe siècle et le début du XXe siècle, les relations entre le Deuxième bureau et la direction de la Sûreté générale se resserrent en raison du besoin grandissant de coordination en matière de contre-espionnage face à la menace allemande.
En octobre 1939, le colonel Rivet prend le commandement du Cinquième bureau, rattaché au chef d’État-major de l’Armée, chargé de l’ensemble du contre-espionnage.
Le 22 juin 1940 est signée l’Armistice dont une des clauses impose la dissolution des services spéciaux. Cependant, le colonel Rivet s’y oppose. Le lendemain, lors du Serment de Bon Encontre, le colonel Rivet et ses hommes, notamment le capitaine Paul Paillole, font le serment de continuer à lutter contre l’envahisseur. Le colonel Rivet créée un service de renseignement clandestin.
Après la Seconde Guerre mondiale, trois services de sécurité cohabitent en étant chargés de l'Armée. La sûreté navale est reconstituée en septembre 1944. La sécurité de l’air est reformée en février 1945. Enfin, le 30 janvier 1946, le général Jean de Lattre de Tassigny, chef d’état-major général de l'armée de terre, crée le Service de sécurité militaire (SSM), dirigé par le commandant Bonnefous.
Le 31 janvier 1948, le Service de sécurité des forces armées (SSFA) est créé pour répondre au besoin d’unification des trois services de sécurité militaire. Il est dirigé par le colonel André Sérot. Il a pour mission la prévention, la protection ainsi que l’instruction en matière de sécurité : prévention de l’espionnage, de la propagande et du sabotage, protection du secret militaire, etc.
Le 14 décembre 1953, le SSFA prend le nom de Service de sécurité de la Défense nationale et des forces armées (SSDNFA), nom qui traduit l’élargissement de son périmètre de compétences à la protection des entreprises privées travaillant pour la Défense.
Le 5 avril 1961, le SSDNFA devient la Direction de la sécurité militaire (DSM), qui est responsable des différents services rattachés et des entreprises liées à la Défense. Service spécialisé interarmées dont dispose le ministre, il a pour mission la protection du personnel, des documents, du matériel ainsi que des établissements militaires contre toute forme d’ingérence.
Le 20 novembre 1981, la DSM est remplacée par la direction de la protection et de la sécurité de la Défense (DPSD). En termes de mission, la DPSD est l’héritière de la DSM et lutte contre toute ingérence en se concentrant plus particulièrement sur le contre-espionnage, la surveillance des ventes d’armes, des trafics et la lutte contre les menaces qui pèse sur la sécurité industrielle et informatique. En complément de la mission historique de sécurité militaire, la mission de contre-ingérence poursuit sa montée en puissance afin de protéger non seulement le secret de la défense nationale mais aussi le patrimoine scientifique et industriel de la Nation.
En 2007, la DPSD est reconnue officiellement comme service de renseignement.
Le 9 octobre 2016, elle devient la direction du renseignement et de la sécurité de la Défense (DRSD).

## Positionnement
La DRSD fait partie du « premier cercle » de la communauté nationale du renseignement, au même titre que la direction générale de la Sécurité extérieure (DGSE), la direction générale de la Sécurité intérieure (DGSI), la direction du Renseignement militaire (DRM), la direction nationale du renseignement et des enquêtes douanières (DNRED) et le Traitement du renseignement et action contre les circuits financiers clandestins (Tracfin).
La DRSD siège avec les autres services de renseignement à la coordination nationale du renseignement et de la lutte contre le terrorisme (CNRLT) qui dépend du président de la République.
La DRSD est directement subordonnée au ministre des Armées. Elle entretient des relations avec les armées, les autres Directions et Services du ministère des Armées et différents organismes des autres ministères.
Elle participe aux groupes de travail interministériels du secrétariat général de la Défense et de la Sécurité nationale (SGDSN).
Elle est un acteur incontournable du renseignement et de la sécurité économique au sein de la sphère industrielle de Défense. Elle travaille en relation avec des services spécialisés tels que le Service de l’information stratégique et de la sécurité économique (SISSE).
Dans le domaine cyber, la DRSD travaille en partenariat avec des acteurs institutionnels tels que l’Agence nationale de la sécurité des systèmes d'information (ANSSI) et le Commandement de la cyberdéfense (COMCYBER).
À l'étranger, la DRSD apporte son concours à la chaîne de planification et de conduite des opérations, au commandement national de l'opération, aux états-majors multinationaux et au personnel engagé. Reconnue par l'OTAN comme l'agence nationale de contre-ingérence, la DRSD participe aux exercices de contre-ingérence de l'OTAN et affecte des agents au sein des structures otaniennes. Enfin, elle développe des échanges avec ses homologues étrangers et participe à la formation de leur personnel.

## Missions
La mission de contre-ingérence de la DRSD comporte deux volets : « renseigner » (identifier les vulnérabilités, caractériser et évaluer les menaces) et « protéger » (déceler les vulnérabilités et contribuer aux mesures de protection et d'entrave). Cette mission se décline en trois domaines :
- La contre-ingérence des forces : il s'agit de rechercher et prévenir les atteintes aux forces armées, par des mesures de contre-ingérence, pour s'opposer à toute menace pouvant prendre la forme d'activités de terrorisme, d'espionnage, de subversion, de sabotage ou de crime organisé. Dans ce cadre, la DRSD contribue à assurer la protection du personnel du ministère des Armées et des Anciens combattants, de ses matériels, des installations sensibles du ministère et du secret de la défense nationale. Service enquêteur du ministère, elle met en œuvre la procédure d'habilitation aux différents niveaux de classification des informations sensibles (secret ou très-secret). Le service participe aussi à la répression du commerce illicite des matériels de guerre, armes et munitions.
- La contre-ingérence économique : l'action de la DRSD, s'applique aux industries en lien avec la Défense nationale ou présentant un intérêt pour celle-ci, ainsi qu'aux instituts de formation et de recherche en lien avec la Défense. Elle consiste à déceler et neutraliser toute menace contraire aux intérêts nationaux et à la souveraineté nationale, résultant de l'activité, légale ou non, d'États, de services de renseignement ou de concurrents étrangers au profit d'intérêts extérieurs pouvant affecter le secret de la Défense nationale, le potentiel scientifique et technique de la Nation (PSTN)[6], les intérêts ou le patrimoine matériel et immatériel des entreprises ou organismes liés à la Défense.
- La contre-ingérence cyber : la DRSD cherche à identifier, dans le cyberespace, les vulnérabilités et menaces susceptibles de porter atteinte aux personnes, matériels et informations sensibles du ministère. Elle privilégie l'anticipation et s'appuie sur ses moyens propres (recherche humaine et technique, sources ouvertes et investigations numériques) et sur ceux des partenaires que sont l'ANSSI, le COMCYBER (CALID)[7] ou les autres acteurs du renseignement (DGSE et DRM). Par ailleurs, la DRSD contribue à la lutte informatique défensive du ministère et de l'industrie de Défense en participant à la protection des systèmes d'information. Ces actions peuvent revêtir un caractère préventif (sensibilisation, inspections et alerte) voire curatif (analyse des cyberattaques et encadrement de la reprise d'activité).

La DRSD est présente sur tous les théâtres d'opérations extérieures (OPEX) où les forces françaises sont engagées. En amont d'une opération, elle évalue les vulnérabilités des installations avec des audits de sécurité et conseille le commandement sur les mesures de prévention à prendre pour les diminuer. Durant l'opération, la DRSD poursuit son action avec des entretiens ou des investigations sur des faits de sécurité. L'objectif est de proposer au commandement les mesures nécessaires d'entrave aux menaces pour la protection des capacités opérationnelles des forces armées.

## Organisation

### Directeurs
- Général de division Michel Jorant (du 26 novembre 1981 au 31 août 1982)
- Général de brigade Armand Wautrin (du 1er septembre 1982 au 13 décembre 1984)
- Général de brigade Jean-Louis Deiber (du 1er mars 1985 au 30 septembre 1987)
- Général de division Pierre Devemy  (du 1er octobre 1987 au 23 février 1989)
- Général de division Antonio Jérôme (du 24 février 1989 au 10 octobre 1990)
- Général de corps d’armée Roland Guillaume (du 11 octobre 1990 au 9 août 1997)
- Général de corps d'armée Claude Ascensi (du 10 août 1997 au 10 septembre 2000)
- Contrôleur général des armées Dominique Conort (du 11 septembre 2000 au 1er août 2002)
- Général de corps d’armée Michel Barro (du 1er octobre 2002 au 30 juin 2005)
- Général de corps d’armée Denis Serpollet (du 1er juillet 2005 au 31 juillet 2008)
- Général de corps d’armée Didier Bolelli (du 1er août 2008 au 18 mars 2010)
- Général de corps aérien Antoine Creux (du 12 avril 2010 au 30 novembre 2012)
- Général de corps d'armée Jean-Pierre Bosser (du 1er décembre 2012 au 31 août 2014)[8]
- Général de corps d'armée Jean-François Hogard (du 1er septembre 2014 au 31 août 2018)[9]
- Général de corps d'armée Éric Bucquet (du 1er septembre 2018 au 26 septembre 2022)[10]
- Général de corps d'armée Philippe Susnjara (du 27 septembre 2022 au 31 juillet 2025)
- Général de corps d'armée Aymeric Bonnemaison[11] (depuis le 1er août 2025)

### Organigramme
La DRSD se compose d'une administration centrale implantée au fort de Vanves à Malakoff. Un nouveau site est en construction au sein du fort dès le 6 janvier 2021 et est inauguré le 12 mai 2025.
L'administration centrale comprend :
- la direction, à laquelle sont directement rattachés, un cabinet et une inspection, chargée de l'inspection générale du service et notamment des questions de sécurité ;
- l’état-major chargé de la stratégie du service, de son fonctionnement général ainsi que des opérations ;
- la sous-direction de la contre-ingérence (protection des forces armées, protection du patrimoine industriel, surveillance et contrôle du commerce des armements, recueil d'informations par des moyens humains et techniques) ;
- la sous-direction de la stratégie et des ressources, qui inclut la division pilotage et affaires juridiques, la division des ressources humaines, la division soutien et finances ainsi que la division formation et instruction ;
- la sous-direction des centres nationaux d'expertises (procédures d'habilitation, orientation et coordination des actions de recherche, audit des conditions de sécurité des installations intéressant la Défense), qui regroupe notamment le centre national des habilitations Défense (CNHD) et le centre du conseil, de la prévention et des inspections ;
- la sous-direction technique.

La DRSD dispose d’un maillage territorial organisé autour de sept directions zonales correspondant peu ou prou aux sept zones de défense et de sécurité, et d’une direction zonale chargée de l’ensemble des postes et détachements évoluant hors de la métropole dans les DROM-COM, en opération extérieure et auprès des forces de présence à l'étranger.

## Fonctionnement

### Effectifs
En 2024, la DRSD emploie 1 600 personnes à temps plein.

### Budget
En 2020, les moyens alloués à la DRSD s'élèvent à 145,13 millions d'euros (16,55 millions de dépenses de fonctionnement, 6,82 millions d'investissements et 121,76 millions de dépenses de personnel), contre 119,1 en 2017 et 93,1 millions d'euros en 2014.

## Dans la culture
Le film J'accuse de Roman Polanski met en scène l'acteur français Jean Dujardin dans le rôle de Marie-Georges Picquart, officier de la section des statistiques, ancêtre de la DRSD.
La Direction de la sécurité militaire apparaît dans la saison 1 de la série OVNI(s).
Un officier de la sécurité militaire figure dans le roman Langelot suspect.
Dans le roman Les deux visages de Yasmeen d’Antoine Remy, il est question de la DRSD.
Une unité de commandos de la DRSD est présente dans la série Machine.
L’insigne de la DRSD représente le lion luttant contre le serpent. Il symbolise le triomphe de la force, du courage et de la loyauté sur la ruse, la perfidie et la sournoiserie. Il est inspiré par un bronze du sculpteur Antoine-Louis Barye.